# Der Cop und der Snob
Der Cop und der Snob ist eine deutsche Krimiserie, die 2012 in der bislang einzigen Staffel auf Sat.1 lief. Die Hauptrolle als Cop wurde von Johannes Zirner, die als Snob von Marc Benjamin Puch übernommen.

## Inhalt
Die Polizisten Gerry Waiblinger und Tristan Graf von Rehnitz sind neue Partner. Die neue Konstellation bringt dabei viele Konflikte mit sich, da die beiden nicht verschiedener sein könnten: Gerry ist ein normaler Mann, eher informell gekleidet und mit seinen Ermittlungsmethoden nicht immer auf der legalen Seite, während Tristan aus einer Adelsfamilie abstammt und immer korrekt und gut gekleidet auftritt.

## Besetzung
| Rolle                    | Schauspieler           | Staffeln |
| ------------------------ | ---------------------- | -------- |
| Gerry Waiblinger         | Johannes Zirner        | 1        |
| Tristan Graf von Rehnitz | Marc Benjamin Puch     | 1        |
| Sally Piontek            | Katharina Müller-Elmau | 1        |
| Kiki Lemminger           | Teresa Rizos           | 1        |
| Lumme Singh              | Rahul Chakraborty      | 1        |
| Waiblinger sen.          | Eisi Gulp              | 1        |

## Ausstrahlung
Mit der Ausstrahlung der Serie begann Sat.1 im Oktober 2012, an einem Montag um 20:15 Uhr mit einer Doppelfolge. In den folgenden Wochen war um 20:15 jeweils eine Folge zu sehen. Aufgrund desolater Einschaltquoten zeigte der Sender allerdings nur die ersten fünf Folgen und ließ somit das Staffelfinale aus, welches am 27. November auf – dem erst wenige Monate zuvor gestarteten – Sat.1 emotions nachgeholt wurde.

## Episodenliste
| # | Titel                    | Erstausstrahlung | Sender         | Reichweite | Drehbuch                                      | Regie           | Gastdarsteller |
| - | ------------------------ | ---------------- | -------------- | ---------- | --------------------------------------------- | --------------- | --- |
| 1 | Spinnenkuss              | 22.10.2012       | Sat.1          | 1,89 Mio.  | Mathias Dinter, Andreas Föhr & Thomas Letocha | Holger Haase    | Christoph von Friedl, Golo Euler, Laura Osswald, Stephan Zinner, Anne Schäfer                                                               |
| 2 | Die Clique               | 22.10.2012       | Sat.1          | 1,61 Mio.  | Mathias Dinter, Andreas Föhr & Thomas Letocha | Holger Haase    | Heio von Stetten, Ella-Maria Gollmer, Dennis Mojen, Franziska Brandmeier, Samantha Capko, Rahul Chakraborty, Genija Rykova, Mathias Kupczyk |
| 3 | Adel vernichtet          | 29.10.2012       | Sat.1          | 1,67 Mio.  | Mathias Dinter, Andreas Föhr & Thomas Letocha | Holger Haase    | Johann von Bülow, Max Herbrechter, Martin Feifel, Catalina Navarro Kirner, Catherine Bode, Nick Romeo Reimann, Klaus Stiglmeier             |
| 4 | Unter die Haube gekommen | 05.11.2012       | Sat.1          | 1,90 Mio.  | Mathias Dinter, Andreas Föhr & Thomas Letocha | Michael Kreindl | Michael A. Grimm, Pegah Ferydoni, Sabine Vitua, Tim Seyfi, Nadine Warmuth, Ingrid Capelle, Thomas Kress                                     |
| 5 | Der Morgen danach        | 12.11.2012       | Sat.1          | 1,48 Mio.  | Mathias Dinter, Andreas Föhr & Thomas Letocha | Michael Kreindl | Carlo Ljubek, Marleen Lohse, Leopold Hornung, Birte Hanusrichter, Josef Pfitzer, Wolfgang Ceczor                                            |
| 6 | Das Flauchermädchen      | 27.11.2012       | Sat.1 emotions | N/A        | Mathias Dinter, Andreas Föhr & Thomas Letocha | Michael Kreindl | Jan Ammann, Lilian Naumann, Franz Xaver Brückner, Sebastian Edtbauer, Xenia Assenza, Jochen Horst                                           |

## Hintergrund
Nach dem großen Erfolg der deutschen Serien Der letzte Bulle und Danni Lowinski im Programm von Sat.1 hatte der Sender bekannt gegeben, neue Serien zu etablieren. Im September hatten bereits Es kommt noch dicker und Auf Herz und Nieren den Anfang gemacht, bevor im Oktober Der Cop und der Snob folgte.

## Rezension
Von Quotenmeter.de bekam Der Cop und der Snob eine hervorragende Kritik. Den Autor Manuel Weis erinnert die Serie an Der letzte Bulle, wobei ihm das nicht negativ, sondern positiv auffällt. Weiter sei der Fall auf "grundsolidem Niveau" und die Figuren würden gut miteinander harmonieren.